# Бельдеж № 12
Бельдеж № 12 (вариант названия — Прогресс) — посёлок в Полтавском районе Омской области России. Входит в состав Ворошиловского сельского поселения.

## История
Основан в 1914 году. В 1928 году хутор Бельдеж № 12 состоял из 9 хозяйств, основное население — украинцы. Центр Бельдежского № 12 сельсовета Полтавского района Омского округа Сибирского края. В ноябре 1980 года Полтавский районный Совет народных депутатов ходатайствовал перед областным Советом народных депутатов о переименовании села Бельдеж № 12 в село Прогресс, но решение поддержано не было.

## Население
| 1926 | 2010 |
| ---- | ---- |
| 48   | ↗362 |